# Nathrius brevipennis
Nathrius brevipennis é uma espécie de insetos coleópteros polífagos pertencente à família Cerambycidae.
A autoridade científica da espécie é Mulsant, tendo sido descrita no ano de 1839.
Trata-se de uma espécie presente no território português.